# Лаптев, Андрей Иванович
Андре́й Ива́нович Ла́птев (род. 2 апреля 1967, Карл-Маркс-Штадт, ГДР) — южноосетинский политический деятель, председатель Совета безопасности Южной Осетии (с 2004 по 2006 г.), министр обороны и чрезвычайных ситуаций Южной Осетии (с 2006 по 2008 г.).

## Биография
Родился 2 апреля 1967 года в ГДР, неподалёку от Карл-Маркс-Штадта (ныне города Хемниц). Некоторое время в детстве проживал в городе Шяуляй Литовской ССР.
В 1980-х учился в Киевском высшем военном авиационном инженерном училище. Окончил академию в 1988 году.
После этого переехал в Москву, где учился на 6-й «ракетной» кафедре Аэрокосмического факультета Московского авиационного института, окончил его в 1990 году.
В 1990—2003 годах проживал в г. Ростов-на-Дону.

### Южная Осетия
В 2004 году переехал в Южную Осетию, занял должность главы Совета безопасности республики. Руководил штабом Вооружённых сил Южной Осетии. 11 декабря 2006 года назначен министром обороны и чрезвычайных ситуаций Южной Осетии. В марте 2008 года ушёл в отставку по собственному желанию, получив звание генерал-лейтенанта и югоосетинский орден Дружбы
.
В 2010 году награждён орденом «Уацамонга» Республики Южная Осетия.

### Украина
Согласно совместному расследованию The Insider и Bellingcat, Лаптев был причастен к сбитию пассажирского Боинга в 2014 году.

## Диссертация
В 2012 году основал исследовательский центр «Россия-Кавказ» российского государственного Международного института новейших государств для мониторинга и анализа социума в Южной Осетии и Абхазии. В Южной Осетии основал его филиал «Центр евразийских исследований». Опубликовал серию из более чем 20 статей по теме конфликтов в Сирии и Грузии.